# Zuse Z5

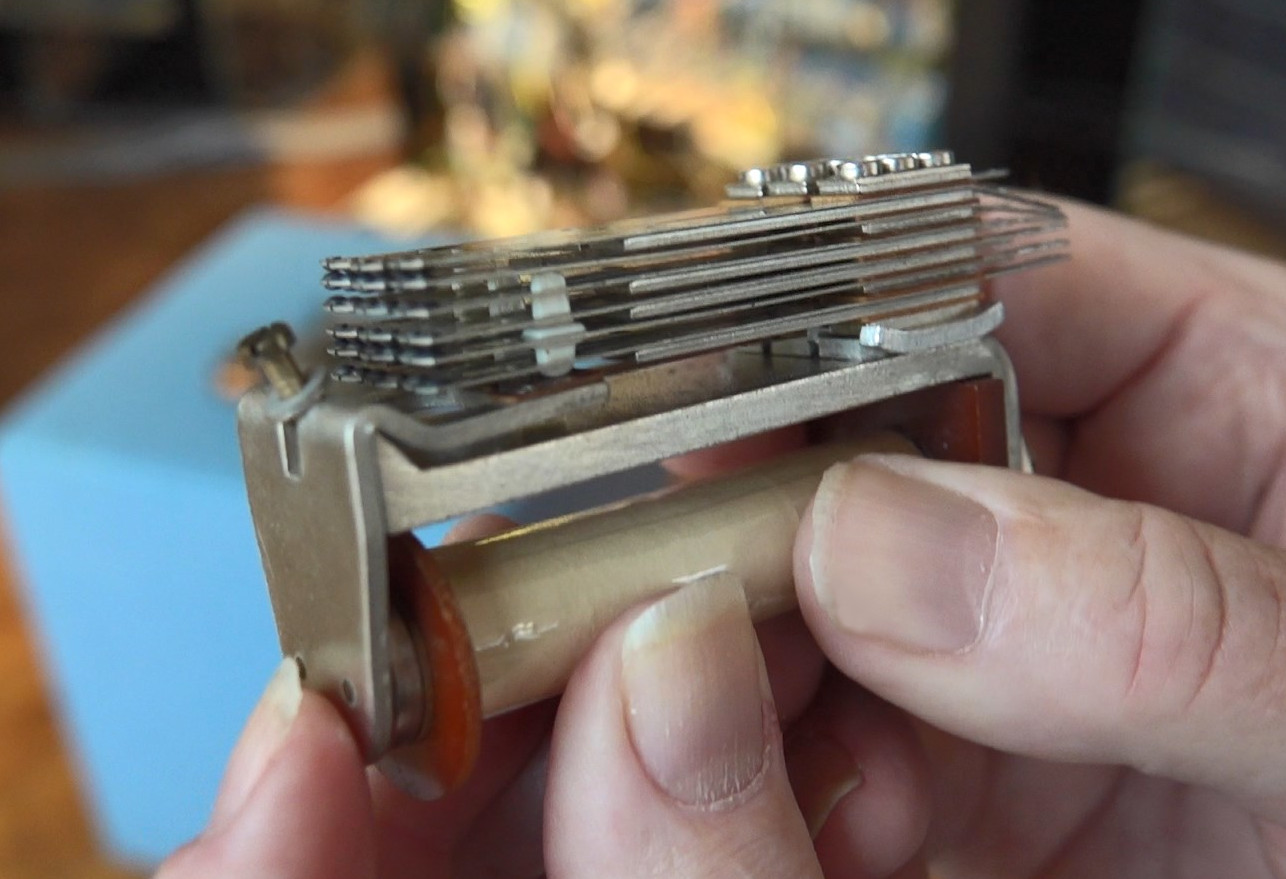
Ein Fernmelderelais, wie es in der Z5 eingesetzt wurde

Die Z5 war eine programmgesteuerte Rechenanlage, welche in elektromagnetischer Relaistechnik ausgeführt wurde. Weil die Maschine rund zwei Tonnen wog, könnte sie rückwirkend auch als erster Großrechner Deutschlands bezeichnet werden.

## Geschichte
Die Z5 wurde 1950 von der Firma Leitz bestellt und anschließend bei der Zuse KG bis 1953 in Neukirchen fertiggestellt. Leitz überwies vorab 300.000 DM an die Zuse KG, um die Z5 zu entwickeln. Nachdem die Maschine ausgeliefert worden war, wurden damit Linsenberechnungen durchgeführt. Insbesondere entstand dadurch auch das erste Summicron-Objektiv. Die Z5 war bis 1958 im Einsatz. Der Verbleib der Maschine ist unklar, sehr wahrscheinlich wurde sie aber irgendwann verschrottet.

## Technische Daten
Anders als beim Vorgänger, der Zuse Z4, welche am Anfang einen mechanischen Speicher besaß, wurde diesmal wieder (wie bei der Zuse Z3) sowohl das Rechen- als auch das Speicherwerk mit Relais aufgebaut. Wahrscheinlicher Grund dafür war, dass nach dem Krieg jetzt endlich wieder genügend elektromechanische Bauelemente zur Verfügung standen. Insgesamt kamen etwa 2200 Fernmelderelais der Firma Zettler zum Einsatz, die im Gegensatz zur Z3 und Z4 Noppen aus Nylon besaßen und deshalb wesentlich mehr Schaltvorgänge verkraften konnten.
Die Maschine arbeitete in Fließkommaarithmetik mit einer Wortbreite von 36 Bit. Dabei belegte der Exponent 7 Bit und die Mantisse 28 Bit plus ein Bit Vorzeichen.
Die Programme wurden über mehrere Lochstreifenleser auf 35-mm-Film eingegeben. Es konnte zwischen den verschiedenen Lochstreifen auf Unterprogramme gewechselt werden und auch der bedingte Sprung war von Anfang an verfügbar.